# Saint-Crépin-aux-Bois
Saint-Crépin-aux-Bois – miejscowość i gmina we Francji, w regionie Hauts-de-France, w departamencie Oise. Nazwa miejscowości pochodzi od imienia św. Kryspina.
Według danych na rok 1990 gminę zamieszkiwało 231 osób, a gęstość zaludnienia wynosiła 14 osób/km² (wśród 2293 gmin Pikardii Saint-Crépin-aux-Bois plasuje się na 768. miejscu pod względem liczby ludności, natomiast pod względem powierzchni na miejscu 152).